# 조 앤 워리

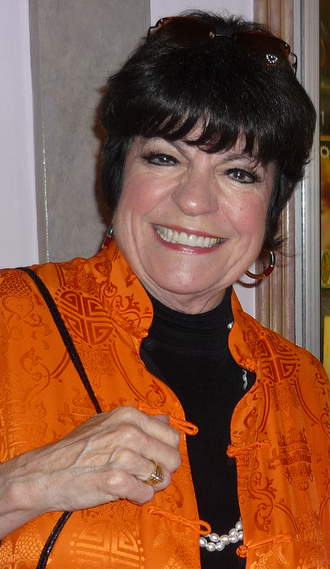

조 앤 워리(Jo Anne Worley, 1937년 9월 6일 ~ )는 미국의 배우, 텔레비전 배우, 성우, 영화배우이다.

## 영화
- 캐롤 채닝: 라저 댄 라이프 (2012년) - 본인 역
- 벨의 마법의 세상 (1997년)
- 가족 모임 (1995년)
- 구피 무비 - 오리지널 (1995년)
- 디 엘프 후 세이브드 크리스마스 (1992년)
- 미녀와 야수 (1991년) - 워드로브 목소리 역
- 스루 더 매직 피라미드 (1981년)
- 사랑의 유람선 (1977년)
- 쉐기 D.A. (1976년)
- 디즈니랜드 (1954년) - 본인 역